# بنتن

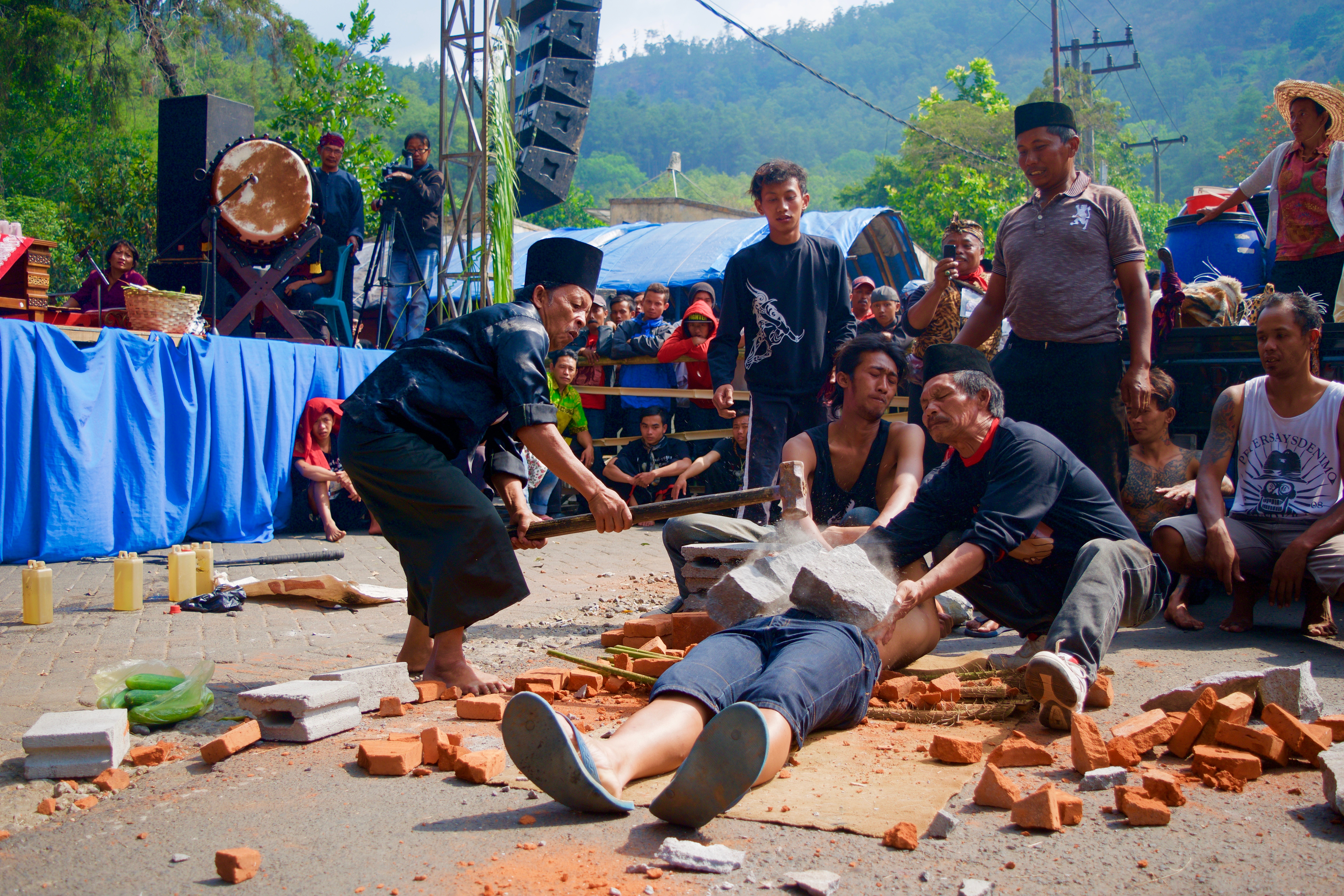
عرض فنون قتالية مع العديد من رجال بانتي خلال أداء ديبوس

بنتن (بالإندونيسية: Banten)‏، هو أحد أقاليم إندونيسيا. وعاصمتها سيرانغ.

## المناطق والمدن الرئيسية
ينقسم هذا الإقليم إلى 4 منطقة وصاية و 4 مدينة رئيسية
| اسم منطقة وصاية أو مدينة رئيسية | عاصمة          | رئيس                      |
| ------------------------------- | -------------- | ------------------------- |
| منطقة وصاية ليباك               | رانحجكاسبيتونغ | موليادي جايابايا          |
| منطقة وصاية بانديجلانغ          | بانديجلانغ     | إيروان قرطبي              |
| منطقة وصاية سيرانغ              | جيروواس        | أحمد توفيق نور إيمان      |
| منطقة وصاية تانقيرانغ           | تيجاراكسا      | أحمد زكي إسكندر           |
| مدينة سيليغون                   | -              | توباجوس إيمان آريادي      |
| مدينة سيرانغ                    | -              | توباجوس خير الزمن         |
| مدينة تانقيرانغ                 | -              | عارف راخادييونو ويسمانشاه |
| مدينة تانغيرانغ الجنوبية        | -              | أيرين رحمي دياني          |

## جزر الإقليم
من أهم جزر الإقليم هي:
- جزيرة سانغيانغ
- جزيرة بانايتان
- جزيرة تينجيل